# Granito di San Fedelino
Il Granito di San Fedelino è un corpo intrusivo Terziario affiorante nelle Alpi Centrali.

## Origini del nome
Il nome deriva dalla chiesetta di San Fedelino di Novate Mezzola, situata poco lontano dalla prima cava di estrazione della pietra. La cava fu aperta sul finire del XVIII secolo da alcuni tagliapietra originari della Val d'Intelvi (i cosiddetti Picapréa) ma attivi tra la Valchiavenna e la Valtellina.

## Descrizione e genesi
Si tratta di Graniti poveri componenti femici intrusi in forma di grandi filoni o piccoli ammassi al limite tra falda Adula e Zona Bellinzona-Dascio.
Il Granito di S. Fedelino contiene frequenti inclusi di rocce incassanti e tra questi anche inclusi della tonalite orientata del Masino-Bregaglia (il cosiddetto Serizzo).
L'età di intrusione è stata datata radiometricamente in 25 Ma, successiva quindi all'intrusione del più imponente complesso intrusivo Masino-Bregaglia.

## Impiego
Estratta nelle cave di Novate Mezzola, questa tipologia di granito è utilizzata come campione di riferimento per il calcolo del coefficiente relativo di abrasione al tribometro dei materiali lapidei da pavimentazione, a cui viene assegnato valore pari a 1.
Oltre che in opere di edilizia popolare, il granito di san Fedelino fu in passato utilizzato come materiale per lastricati stradali: lastre di pietra dura, masselli e cordoni per marciapiedi. Esempi di applicazione del materiale si possono trovare nel selciato di strade milanesi come Via Broletto, oltre che in altre città come Sondrio, Como, Lecco, Pavia, Bologna e Verona.